# SMS Szigetvár
SMS Szigetvár, mala krstarica Austro-ugarske ratne mornarice i treći brod klase Zente.